# Ceolwulf II
Ceolwulf II  was van 874 tot ca.879 koning van Mercia, hij was vermoedelijk een afstammeling van Ceolwulf I.

## Context
In 865 kreeg Engeland te maken met de inval van het Groot heidens leger. Na de verovering van het koninkrijk Northumbria en het koninkrijk East Anglia door de Vikingen volgde het koninkrijk Mercia in 874. Burgred kocht de invallers af en vertrok met zijn vrouw Æthelswith op pelgrimstocht naar Rome waar hij dat zelfde jaar stierf. Ceolwulf II was een stroman van de Vikingen.
In 877 verdeelden de Vikingen Mercia, ze namen het oostelijke deel voor zichzelf en lieten het westen over aan Ceolwulf. De Vikingen vielen het koninkrijk Wessex aan en Ceolwulf het koninkrijk Gwynedd. Alfred de Grote van Wessex versloeg de Vikingen in 878 bij de Slag bij Edington en Ceolwulf versloeg Rhodri Mawr, koning van Gwynedd. 
Alfred en Guthrum, leider van de Vikingen, gingen samen aan tafel zitten en verdeelden Mercia onder elkaar. Guthrum kreeg East Anglia en Alfred duidde Æthelred II aan als ealdorman over het westelijk deel van Mercia. Van Ceolwulf werd niets meer gehoord.